# Фінал Кубка Футбольної ліги 1969
Фінал Кубка Футбольної ліги 1969 — фінальний матч розіграшу Кубка Футбольної ліги 1968—1969, 9-го розіграшу Кубка Футбольної ліги. У матчі, що відбувся 15 березня 1969 року на стадіоні «Вемблі», зіграли «Свіндон Таун» та «Арсенал». Особливістю фіналу стало те, що клуб із Свіндона представляв Третій дивізіон Футбольної ліги Англії.
| Володар Кубка Футбольної ліги 1969 |
| ---------------------------------- |
|                                    |
| «Свіндон Таун» 1-й титул           |

## Шлях до фіналу
| Свіндон Таун    | Свіндон Таун                                                           | Раунд                           | Арсенал           | Арсенал                  |
| --------------- | ---------------------------------------------------------------------- | ------------------------------- | ----------------- | ------------------------ |
| Суперник        | Результат                                                              | Кубок Футбольної ліги 1968—1969 | Суперник          | Результат                |
| Торкі Юнайтед   | 2-1 вдома                                                              | Перший раунд                    | -                 | -                        |
| Бредфорд Сіті   | 1-1 на виїзді, 4-3 на виїзді (перегравання)                            | 1/32 фіналу                     | Сандерленд        | 1-0 вдома                |
| Блекберн Роверз | 1-0 вдома                                                              | 1/16 фіналу                     | Сканторп Юнайтед  | 6-1 на виїзді            |
| Ковентрі Сіті   | 2-2 на виїзді, 3-0 вдома (перегравання)                                | 1/8 фіналу                      | Ліверпуль         | 2-1 вдома                |
| Дербі Каунті    | 0-0 на виїзді, 1-0 вдома (перегравання)                                | 1/4 фіналу                      | Блекпул           | 5-1 вдома                |
| Бернлі          | 2-1 на виїзді, 1-2 (дч) вдома, 3-2 (дч) нейтральне поле (перегравання) | 1/2 фіналу                      | Тоттенгем Готспур | 1-0 вдома, 1-1 на виїзді |

## Матч

### Деталі
| 15 березня 1969 |

| Свіндон Таун                 | 3:1 дч | Арсенал   |
| ---------------------------- | ------ | --------- |
| Смарт 35' Роджерс 104', 119' |        | Гоулд 85' |

| Вемблі, Лондон Глядачів: 98 189 Арбітр: Вільям Гендлі |

|  |  |

|                  |  |                  |  |     |
|                  |  |                  |  |     |
| В                |  | Пітер Даунсборо  |  |     |
| З                |  | Род Томас        |  |     |
| З                |  | Джон Троллоп     |  |     |
| З                |  | Джо Батлер       |  |     |
| ПЗ               |  | Франк Барроуз    |  |     |
| ПЗ               |  | Стен Гарланд (к) |  |     |
| Н                |  | Дон Гіт          |  |     |
| Н                |  | Роджер Смарт     |  |     |
| Н                |  | Джон Сміт        |  | 77' |
| Н                |  | Пітер Нобл       |  |     |
| Н                |  | Дон Роджерс      |  |     |
| Заміни:          |  |                  |  |     |
| ПЗ               |  | Віллі Пенман     |  | 77' |
| Головний тренер: |  |                  |  |     |
| Денні Вільямс    |  |                  |  |     |

|                  |  |                     |  |     |
|                  |  |                     |  |     |
| В                |  | Боб Вілсон          |  |     |
| З                |  | Пітер Стоурі        |  |     |
| З                |  | Френк Маклінток (к) |  |     |
| З                |  | Боб Макнаб          |  |     |
| З                |  | Пітер Сімпсон       |  | 71' |
| ПЗ               |  | Іан Юр              |  |     |
| ПЗ               |  | Джон Радфорд        |  |     |
| ПЗ               |  | Джон Саммелс        |  |     |
| ПЗ               |  | Девід Коурт         |  |     |
| ПЗ               |  | Джордж Армстронг    |  |     |
| Н                |  | Боббі Гоулд         |  |     |
| Заміни:          |  |                     |  |     |
| ПЗ               |  | Джордж Грем         |  | 71' |
| Головний тренер: |  |                     |  |     |
| Берті Мі         |  |                     |  |     |